# Airspeed Horsa
Airspeed Horsa (Horsa: angelsaksisk feltherre fra d. 5. århundrede) var et britisk transportsvævefly som anvendtes af luftlandetropper under 2. verdenskrig. Faldskærmstropper har en tendens til at blive spredt for alle vinde, men hvis soldaterne landede med et svævefly ville de være samlet. Jeeps, feltkanoner o.lign. kunne ikke kastes ud med faldskærm under 2. verdenskrig, så de kunne landsættes med svævefly som Airspeed Horsa. Flyene var éngangsfly og var fremstillet i træ og lærred på møbelfabrikker. Forældede bombefly slæbte Horsa'erne til landingszonen og frigjorde dem. Efter landingen blev flyene delt i to for lettere at kunne tømme dem.
Airspeed Horsa var ret simpelt opbygget da det kun skulle anvendes til ét angreb. Løse hovedlandingshjul blev bortkastet efter starten og flyet landede på en mede. Da landingszonen ofte havde naturlige og forsætlige forhindringer blev flyene mere eller mindre ødelagte ved landingen. Flyene havde ingen radioer og kommunikerede med slæbeflyet med et telefonkabel. Trykluftflasker udløste ("ladeportsstore") flaps til at mindske stall-hastigheden. De fleste svæveflyspiloter var soldater fra hæren med en kort uddannelse. Efter landingen var der mere brug for soldater end 'rigtige' piloter.

## Missioner
- Operation Freshman 19./20. november 1942 – mislykket landsætning mod tungtvandsanlæg i Norge.
- Operation Husky 10. juli 1943 – invasionen af Sicilien.
- Operation Overlord 6. juni 1944 – D-dagen.
- Operation Market Garden 17. september 1944 – Arnhem.
- Operation Varsity 24. marts 1945 – krydsningen af Rhinen.
- Operation Olympic oktober 1945 – aflyst invasion af Japan.

## Andre militære svævefly
- WACO CG-4 (Weaver Aircraft Company of Ohio) (Hadrian/Haig) – 13 soldater, en Jeep eller en 75 mm haubits.
- General Aircraft Hotspur – 8 soldater.
- General Aircraft Hamilcar – en Tetrarch let kampvogn eller to Universal Carriers (bæltekøretøjer).
- DFS 230 (Deutsche Forschungsanstalt für Segelflug) – 8 soldater.
- Gotha Go 242 – 20 soldater eller en Kübelwagen.
- Messerschmitt Me 321 – 200 soldater eller en Panzer IV kampvogn.
- Antonov A-7 – 6 soldater.